# ياسمين (مترو باريس)
ياسمين (بالفرنسية: Jasmin)‏ هي محطة مترو تابعة لمترو باريس تقع في فرنسا في الدائرة السادسة عشرة في باريس.[بحاجة لمصدر]